# آتشپاره تهران
آتشپاره تهران فیلمی به کارگردانی و نویسندگی فرج‌الله نسیمیان ساختهٔ سال ۱۳۴۰ است.

## خلاصه داستان
دختری که در کاباره‌ای کار می‌کند شیفتهٔ خوانندهٔ جوان کاباره است، اما کاباره‌دار به دختر توجه دارد و نقشه‌هایی برای تصاحب او در سرش می‌پروراند. دوستان خواننده با تدابیری کاباره‌دار را گوشمالی می‌دهند و سرانجام وسایل ازدواج خوانندهٔ جوان و دختر را فراهم می‌کنند.

## بازیگران
- روانبخش
- فرانک میرقهاری
- هوشنگ سارنگ
- حیدر صارمی
- آفت
- مصدق
- غلامحسین بهمنیار
- جواد تقدسی